# قدرت أباد (قهاب صرصر)
قدرت‌أباد (بالفارسية: قدرت‌آباد) هي قرية تقع في إيران في قسم قهاب صرصر الريفي. يقدر عدد سكانها بـ 59 نسمة .